# Teresinha Landeiro
Teresinha Landeiro (Azeitão, 1996) é uma fadista portuguesa, vencedora do Concurso de Fado Amador de Odivelas, que em 2023 foi uma das autoras convidadas do Festival RTP da Canção.

## Biografia
Teresinha Landeiro nasceu no dia 6 de Março de 1996, em Azeitão. 
Tem 11 anos quando ouve pela primeira fado e no ano seguinte, no dia do seu aniversário, a mãe levou-a a ouvir Ana Moura cantar na casa de fados Casa de Linhares (também conhecida como Bacalhau de Molho).  Após ouvi-la cantar foi falar com ela e disse-lhe que costumava cantar as canções dela em casa. Sendo de seguida convidada a cantar por Jorge Fernando, que acompanhava à viola, Ana Moura. É assim que com 12 anos, canta pela primeira vez em público numa casa de fados.  É também nesta noite que conhece a fadista Raquel Tavares que se torna uma referência para ela. 
Conhece outras figuras do fado, entre elas Carminho e Hélder Moutinho que fazem com que cante pela primeira vez, com apenas 16 anos, na casa de fados Mesa de Frades, do guitarrista Pedro de Castro, no dia 8 de Junho de 2008. Acaba por se tornar uma das fadistas residentes desta casa.  Nessa noite conhece outros nomes da música portuguesa, nomeadamente Rui Veloso e a fadista Celeste Rodrigues que se torna outra das suas referências e quem acompanhará no concerto que esta dá no Tivoli, ao lado de nomes como Helder Moutinho, Katia Guerreiro, Fábia Rebordão, entre outros. 
Confrontada com o facto de a maior das pessoas que a cercavam, acharem que grande parte das letras dos fados não eram adequados para a sua idade, começa a escrever as suas próprias letras com 13 anos, com base nas suas próprias experiências. 
Dá o seu primeiro concerto no Ritz Club, no qual tem como convidada a fadista Teresa Câmara. Integra o projecto Saudade no Futuro, composto por outros 8 jovens com idades entre os 8 e os 17 anos, sendo uma das vozes deste grupo, ao lado de Ana Rita Prada, Barbara Santos, Beatriz Felício e Diana Vilarinho. A parte instrumental estava a cargo de Bernado Viana, Gaspar Varela, Micael Gomes, Pedro Dias e Pedro Saltão. 
Tem 18 anos quando o Museu do Fado convida-a a cantar na edição de 2013 do ciclo Há Fado no Cais, organizado em parceria com o Centro Cultural de Belém; e participa no ciclo Novos Valores do Fado da Casa da Música, no Porto. 
Grava o seu primeiro disco a solo em 2018. Produzido por Pedro de Castro e com alguns poemas seus, recebe o título de Namoro.  Grava o seu segundo disco, Agora, dois anos mais tarde. Nele presta homenagem à fadista Celeste Rodrigues com o tema Xaile e que conta com a participação do bisneto desta, o guitarrista Gaspar Varela. 
Em 2023, participa como autora convidada no Festival RTP da Canção, para o qual escreve a letra do tema Enquanto É Tempo, que apresentará na 2ª semifinal ao lado de Pedro de Castro, autor da música. 

## Prémios e Reconhecimento
Participa na edição de 2008 da Grande Noite do Fado, no mesmo ano vence o Concurso de Fado Amador de Odivelas e da Associação Cultural O Fado (ACOF) e fica em 2º lugar no Concurso Fado dos Bairros, promovido pela Gebalis. 
Em 2014, o então Presidente da República Portuguesa, Aníbal Cavaco Silva, convidou-a a participar nas Comemorações do Dia de Portugal (10 de Junho), que tiveram lugar na Guarda. 

## Discografia
Entre a sua discografia encontram-se: 
Albuns de estúdio:
- 2018 – Namoro, editora Sony Music [19]
- 2021 – Agora, editora Sony Music [20]

Singles:
- 2018 – Santo António traiçoeiro (Fado fininho)
- 2018 – Teus olhos nos meus (Fado perseguição)
- 2019 – Apenas sombra
- 2021 – O tempo
- 2021 – Amanhã
- 2022 – A lei da recompensa, feat Salvador Sobral [21]

Colectivos
- 2012 - Saudade no Futuro, editado pela IPlay [10][9]

## Ligações Externas
- RTP Palco | Teresinha Landeiro, no programa Viva a Música da Antena 1, de Armando Carvalhêda (2020)
- Jornal Expresso | Teresinha Landeiro no podcast As Mulheres não existem (2022)
- Festival da Canção | Tema Enquanto é Tempo, interpretação e letra de Teresinha Landeiro e música de Pedro de Castro (2023)
- Antena1 | Operação "Celeste 100" - Teresinha Landeiro canta Celeste Rodrigues nas comemorações do seu centenário (2023)